# 里卡爾多·奧爾索利尼
里卡爾多·奧爾索利尼（義大利語：Riccardo Orsolini；1997年1月24日—），意大利足球運動員，現效力意甲球會博洛尼亞，意大利國家足球隊成員，司職翼鋒。

## 俱樂部生涯
2017年1月份，尤文圖斯以600萬歐元從阿斯科利簽下奧爾索利尼，此外還有400萬的浮動條款。随后意大利媒體透露，尤文圖斯已經同意將奧爾索利尼租借給亞特蘭大，租借為期2年。
2018年1月，他以租借的形式加盟了博洛尼亞，在2019年夏天花費1500萬歐元正式買斷了這位意大利邊鋒。

## 國際賽生涯
奧爾索利尼随意大利U-20队参加了2017年国际足联U-20世界杯，并在比赛中进球领先，打进5球，意大利在比赛中获得第三名，这是他们历史上最好的成绩。
2017年9月1日，在主教练迪比亚吉奥的带领下，他在意大利U21队3-0击败西班牙的友谊赛中完成了首秀。
2019年11月18日，在主教练曼奇尼的带领下，奧爾索利尼在意大利主场9-1战胜亚美尼亚的比赛中替补登场，这也是意大利2020年欧洲杯预选赛的最后一场比赛；他打进自己的第一个国际比赛进球，后来还为奇薩的进球提供了一次助攻。

## 榮譽
博洛尼亞
- 義大利盃冠軍：2024–25[5]

## 外部連結
- 里卡爾多·奧爾索利尼在 National-Football-Teams.com 上的出场纪录
- Soccerway資料庫：里卡爾多·奧爾索利尼